# در امتداد رودخانه به سمت درخت‌ها (فیلم)
در امتداد رودخانه به سمت درخت‌ها (انگلیسی: Across the River and Into the Trees) فیلمی به کارگردانی پیتر فلانری است که بر پایهٔ رمانی به همین نام اثر ارنست همینگوی ساخته شده‌است.

## بازیگران
- لیو شرایبر
- ماتیلده د آنجلیس
- جاش هاچرسون
- لائورا مورانته
- دنی هوستون
- خاویر کامارا